# Il commissario Verrazzano
Il commissario Verrazzano è un film del 1978 diretto da Franco Prosperi.

## Trama
Il commissario Verrazzano viene raggiunto dalla proprietaria di una galleria d'arte, Giulia Medici, che deve indagare sulla morte del fratello, il cui caso è stato archiviato pochi mesi prima come suicidio.

## Produzione
Il film è stato girato nella primavera del 1978 tra Roma e Nizza.

## Distribuzione
Distribuito nei cinema italiani l'8 dicembre 1978, Il commissario Verrazzano ha incassato complessivamente 443.627.250 di lire dell'epoca. All'estero la pellicola è stata distribuita col titolo Play Cop.